# Škabrijel
Škabrijel (italsky: Monte San Gabriele) je kopec s nadmořskou výškou 646 m, který se vypíná nad městem Nova Gorica ve Slovinsku. Jméno získal podle archanděla Gabriela.

## První světová válka
Během 1. světové války se zde nacházela pevnost rakousko-uherské armády, plná zákopů a tunelů. Kopec se stal místem těžkých bojů během jedenácté bitvy na Soči. Rakousko-uherské jednotky vrchol Škabrijelu od 4. do 12. září 1917 devětkrát ztratily a následně znovu dobyly. Padlo zde 17 tisíc lidí.